# Elektroměr

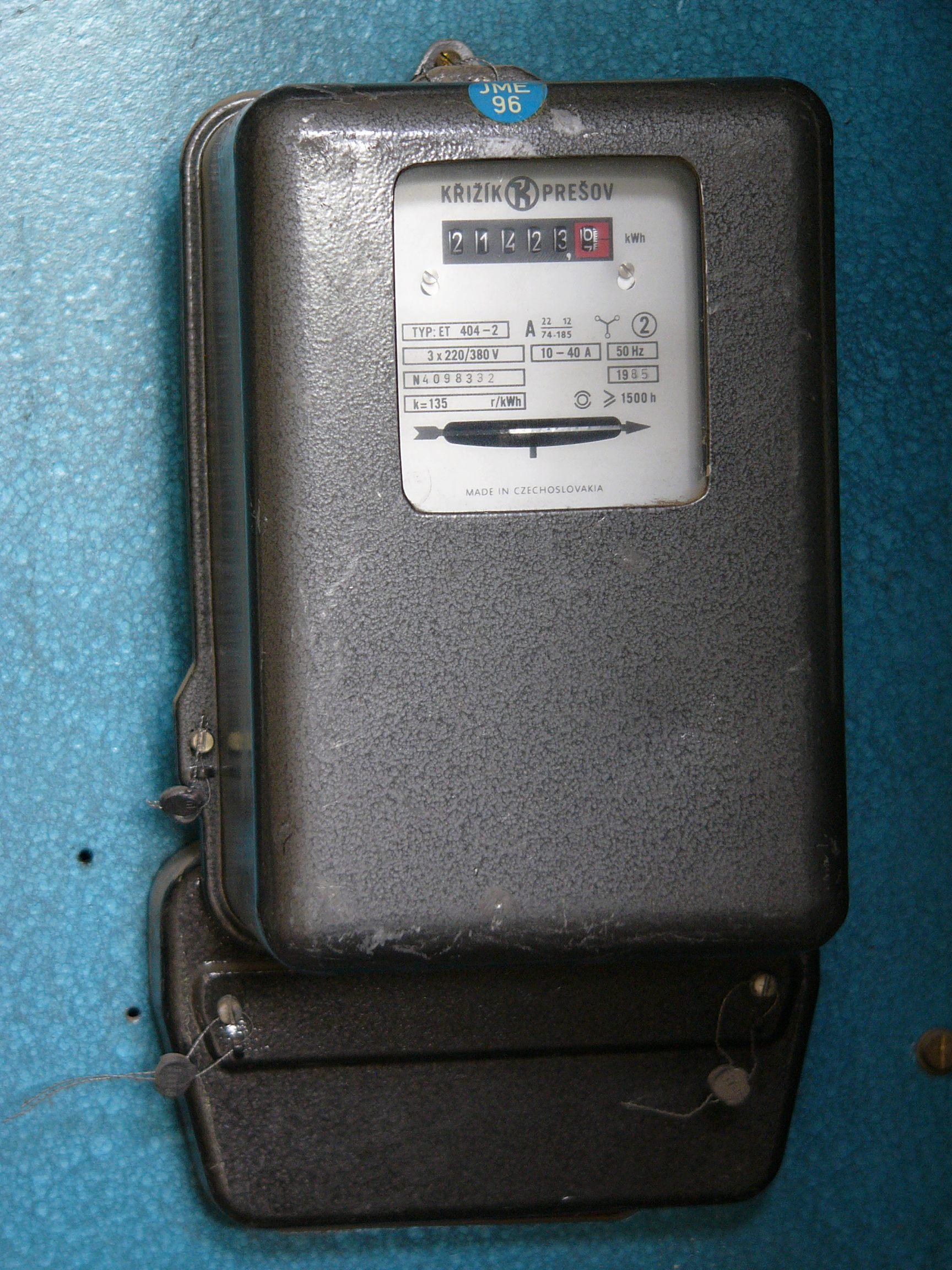
Klasický třífázový analogový indukční elektroměr typu Křižík ET 404, který se vyráběl v Prešově od roku 1974.

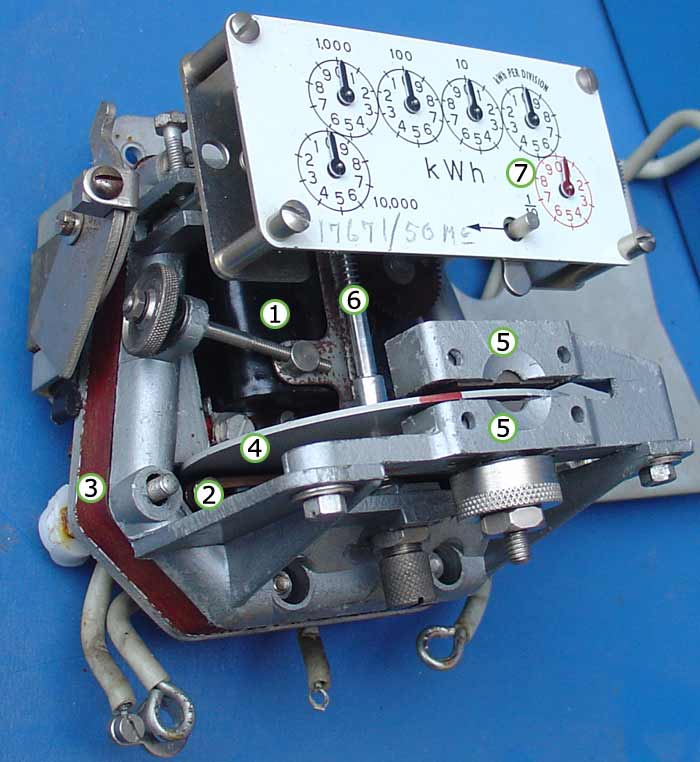
Elektromechanický indukční elektroměr: 1: Napěťová cívka s mnoha závity tenkého vodiče zapouzdřená v plastu a připojena paralelně k zátěži; 2: Proudová cívka se třemi závity silného vodiče připojena sériově k zátěži; 3: Statorové plechy směrující tok magnetického pole z cívek skrz kotouč; 4: Hliníkový kotouč poháněný vířivými proudy; 5: Brzdící permanentní magnet; 6: Osa se šnekovým převodem; 7: Číselník s jednotlivými desítkovými pozicemi.

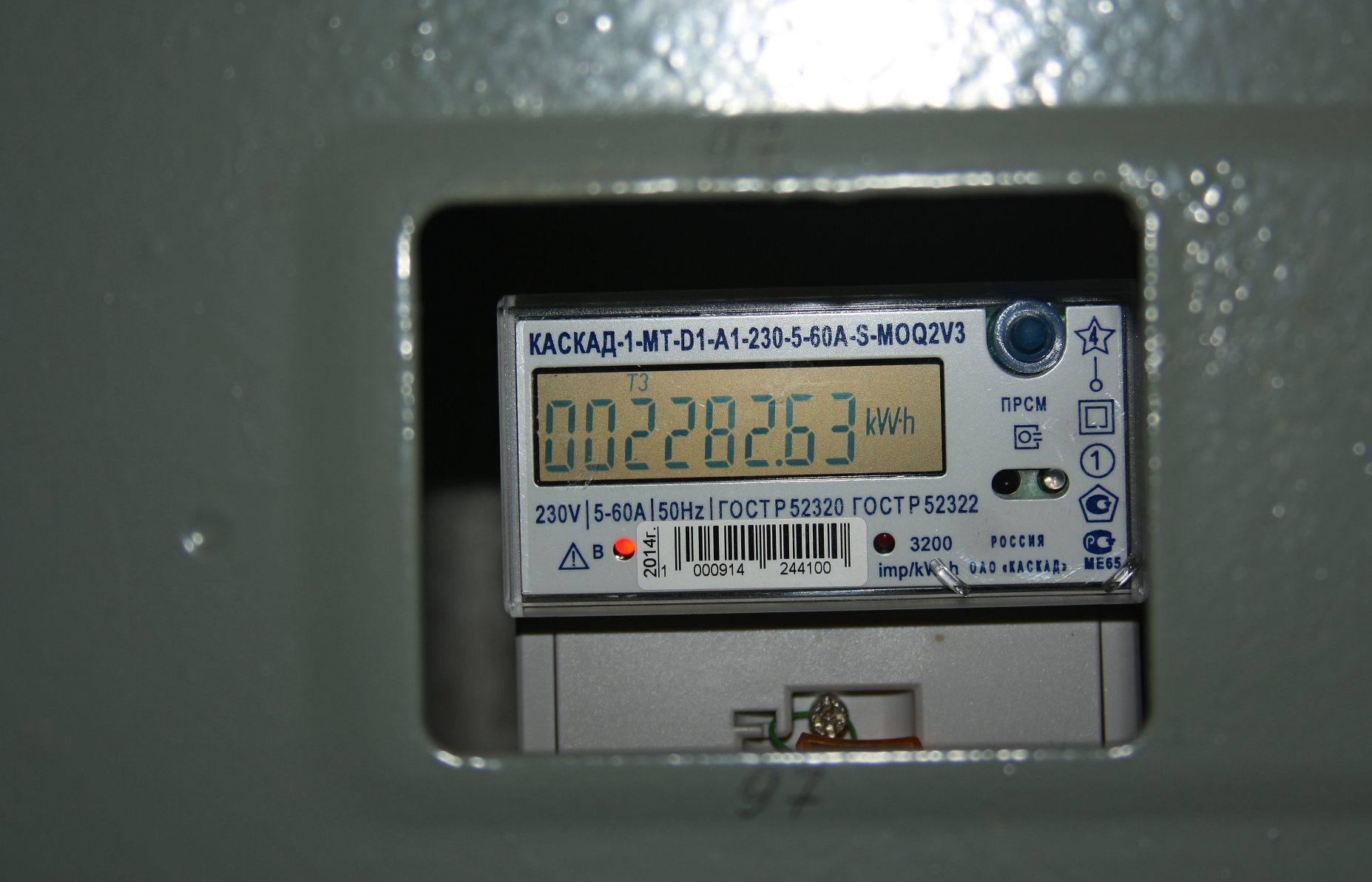
Elektronický impulzní elektroměr.

Elektroměr je elektrický měřicí přístroj, který měří množství odebrané elektrické energie. Je instalován na rozhraní sítě distributora elektřiny a odběratele a na základě jeho měření je účtována spotřebovaná elektrická energie. Elektroměry obvykle měří činnou energii, ale existují i pro měření jalové energie nebo maximální spotřeby. Některé jsou vícesazbové, jednofázové, třífázové. Původně vypadal elektroměr jako hodinový strojek, a proto se mu někdy nesprávně říká elektrické hodiny (obsahoval stejnosměrný motorek a ručičky). Po roce 2000 jsou indukční elektroměry nahrazovány elektronickými impulzními elektroměry.

## Popis funkce
Elektroměry fungují jako integrátory (integrují výkon v čase). Využívají podobný princip jako wattmetr (napěťová a proudová cívka). Měření probíhá buď přímo (proud prochází skrz elektroměr) nebo nepřímo (proud pro měření je odebírán měřicími transformátory, které obepínají přívodní fázové vodiče).
Mechanické řešení indukčního elektroměru je popsáno pod obrázkem vpravo. Měření vychází z počtu otáček rotoru (kotouče) zabudovaného indukčního motorku, který je roztáčen vířivými proudy. Na vhodně tvarovaném jádře, které obepíná hliníkový kotouč, je navinuta napěťová (měří příchozí napětí) a proudová cívka (skrz kterou prochází měřený odebíraný proud). Vzniklé elektromagnetické pole působí proti poli vířivých proudů v kotouči a tím vzniká moment síly otáčející kotoučem. Kotouč je připevněn na osičku, na které je přes šnekové převody připojeno počitadlo otáček. Pro kontrolu je na hraně kotouče barevná značka, která umožňuje sledovat (a počítat) otáčky. Pro vysoké odběry je na elektroměru uvedena násobící konstanta, kterou je potřeba vynásobit údaj na číselníku.
Elektronický impulzní elektroměr počítá impulzy zabudovaného elektronického wattmetru a konstanta se udává v impulzech na 1 kWh (impulzy jsou opět pro kontrolu indikovány blikající LED diodou). U měřených vodičů jsou přizpůsobovací členy pro měření činných a jalových složek napětí. Přes převodník proudu na napětí a zesilovač je veden do násobičky, která násobí vstupující napěťové signály, kde výsledek reprezentuje proud úměrný činnému výkonu. Dále se proud převádí na kmitočet (impulzy), který odpovídá např. 500 impulzů na 1 kWh. Mikropočítač pak řídí přepínání režimů a sazeb, zobrazení na displeji a bezpečné ukládání naměřených hodnot do EEPROM paměti.

## Typy elektroměrů

### Vícesazbový elektroměr
Aby distributoři elektrické energie zohlednili odebírání elektrické energie v době, kdy je v síti její přebytek (tj. převážně v noci) nebo naopak v době energetických špiček, účtují pro tato období různé sazby (tj. ceny za jednu kWh). Aby mohli měřit množství odebrané energie v těchto obdobích zvlášť, vyrábí se tzv. vícesazbové (nebo vícetarifní) elektroměry. Dříve byla příslušná časová období stanovena pevně a elektroměr byl vybaven hodinami, které přepínaly měření například pro denní a noční sazbu. Dnes jsou elektroměry ovládány prostřednictvím HDO (tj. dálkově) dle aktuální situace v elektrické rozvodné síti, což je mnohem flexibilnější. Proto již nemá smysl mluvit o noční a denní sazbě za elektrickou energii a používá se pojem nižší a vyšší sazba.

### Chytrý elektroměr
Chytrý elektroměr je elektroměr, který umožňuje odečty spotřeby na dálku a zároveň regulaci spotřeby na dálku. Evropská směrnice zavádí povinnost užívat chytrý elektroměr při roční spotřebě nad 6 MWh. Inteligentní měření obsahuje i funkce dálkového odpojení, omezení výkonu a blokování spotřebičů. Chytré elektroměry tak ale představují bezpečnostní riziko. Hackeři mohou destabilizovat síť a způsobit výpadek dodávky elektřiny (blackout). V roce 2024 jsou čerpány navýšené dotace v celkové výši 4,1 miliardy Kč na instalaci chytrých elektroměrů pro odběratele kvůli zajišťování volných připojovacích kapacit pro obnovitelné zdroje energie.

### Průběhový elektroměr
Průběhový elektroměr odečítá spotřebu po čtvrthodinách a v ČR je mají zejména majitelé domácí fotovoltaiky (solárních panelů), které jsou připojeny do elektrické distribuční sítě. Průběhový elektroměr umožňuje využívat spotových tarifů, kde se cena mění po hodinách podle momentální nabídky a poptávky. Majitel takového elektroměru může proměnlivé ceny využívat k zapínání a vypínání spotřebičů podle potřeb rovnováhy mezi výrobou a spotřebou elektrické energie. Zapínání a vypínání si dělá sám nebo pomocí dálkového řízení od distributora elektřiny.

## Převodové (nepřímé) elektroměry
U měření vysokých příkonů, kde je měřený proud nebo i napětí vyšší, není reálné, aby byl elektroměr vyroben na tyto proudy nebo napětí. V těchto případech se používá nepřímé, nebo také převodové měření. Do napájecího měřeného vedení jsou pak zakomponovány měřící transformátory proudu, které hodnoty proudu v daném poměru (xxx:5) sníží a elektroměrem protéká proud maximálně 5A. Spotřeba se pak ručně, nebo automaticky v elektroměru, ve stejném poměru vynásobí, aby byl zjištěn skutečný odběr. Obdobně se používají i měřící transformátory napětí.
- přímé měření – měřený proud i napětí protéká přímo přes elektroměr (používá se u měření NN do 80A – dle distribuční společnosti)
- polopřímé měření – napětí je měřeno přímo elektroměrem, ale proud je měřen přes měřící transformátory proudu (používá se u měření NN nad 80A – dle distribuční společnosti)
- nepřímé měření – napětí i proud je měřen přes měřící transformátory (používá se u měření VN a VVN)

## Elektroměrové rozvaděče

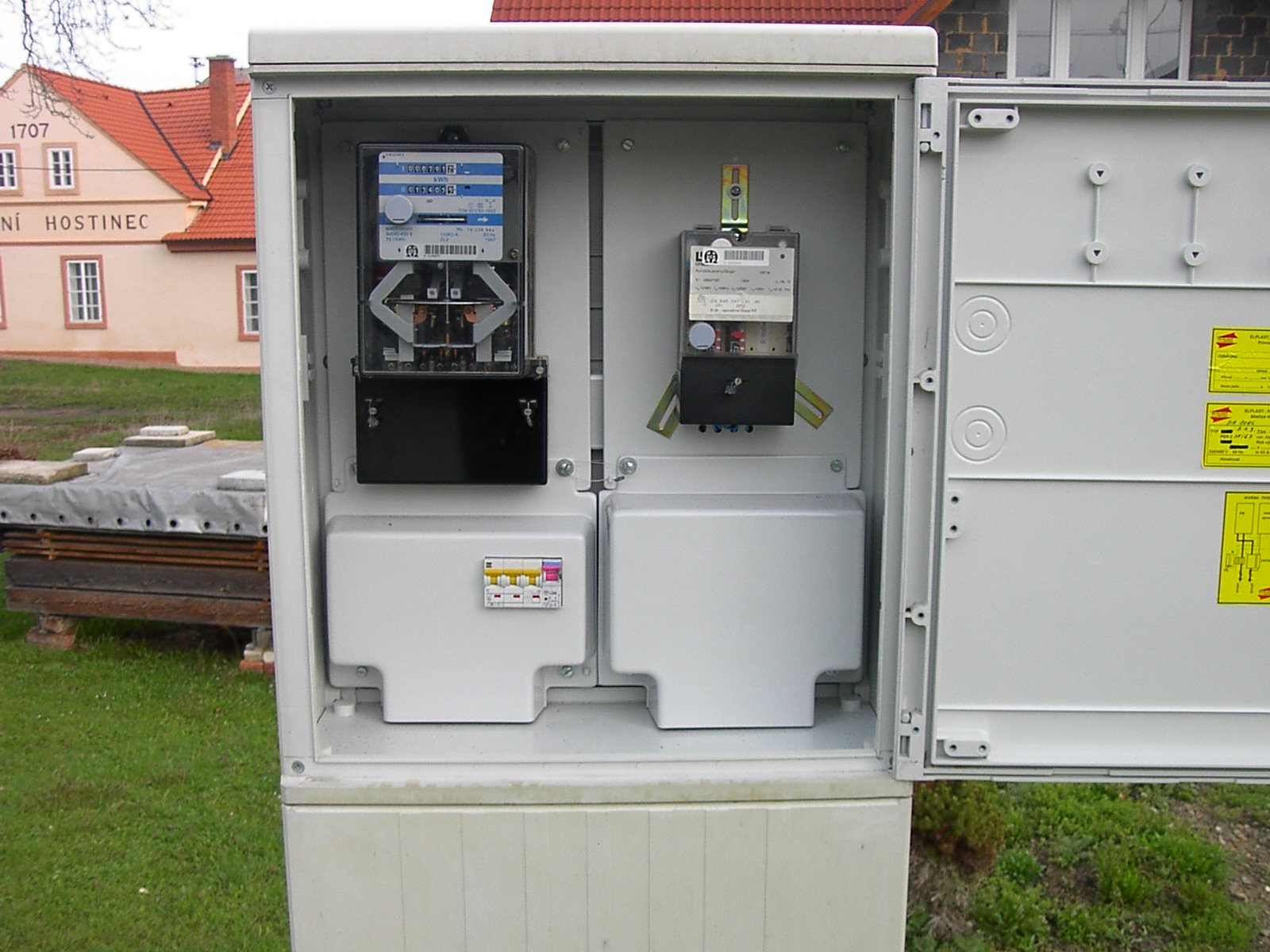
Plastový elektroměrový rozvaděč pro dvousazbové přímé měření

Elektroměry se osazují do elektroměrových rozváděčů. Rozvaděče musí vyhovovat elektrotechnickým normám, ale také připojovacím podmínkám distribuční společnosti na které je odběrné místo (měření) napojeno. Elektroměrový rozváděč je vždy v majetku majitele odběrného místa. Připojovací podmínky specifikuje distribuční společnost a jsou souborem požadavků, schémat a dalších podmínek pro provedení, umístění a zapojení měřicích souprav a rozváděčů u odběratelů připojených z distribuční sítě.
Z hlediska odběru může být typ měření:
- fakturační měření – zpravidla se jedná o měření dodávek elektrické energie od distribuční společnosti a majitelem elektroměru je v těchto případech distribuční společnost.
- podružné měření – jde o měření spotřeby již za fakturačním měřením. Toto měření pak slouží například pro informaci o spotřebě jednotlivých objektů a případně následnému rozpočítání nákladů na jednotlivé objekty. Tohoto systému se využívá například v chatových nebo zahrádkářských koloniích a garážích. Náklady spojené s dodávkou elektrické energie jsou pak zatíženy pouze jednou paušální platbou za jeden fakturační elektroměr a spotřeba se rozpočítává dle podružných elektroměrů. Majitelem podružného elektroměru je pak majitel odběrného místa a rozvaděč nemusí být zhotoven dle připojovacích podmínek distribuční společnosti.

Dnes je možné měnit dodavatele elektrické energie, ale distributor (distribuční společnost) je vždy ta společnost, ze které je provedeno fyzické připojení vodiči. Na fakturách za dodávky elektrické energie se proto vyskytují, mimo jiné, dvě základní položky a to "za dodávku silové energie" a za "distribuční služby". Pokud tedy bude odběrné místo napojeno z distribuční sítě ČEZ, ale dodávky elektrické energie budou nasmlouvány s E.ON, bude faktury za dodávky energie vystavovat E.ON, ale rozvaděč musí vyhovovat připojovacím podmínkám ČEZ.
V případě opakovaně nezaplacených účtů za energie může dojít odpojení domácnosti od elektřiny. Nicméně k odmontování samotného elektroměru dochází, až pokud se dluhová situace u dodavatele dlouhodobě neřeší. Naopak, navzdory rozšířenému mýtu při krachu dodavatele zůstávají dodávky elektřiny zachovány, protože místo zkrachovalé firmy se o dodávky stará zákonem pověřený dodavatel poslední instance.